# Хайланд (Юта)
Вижте пояснителната страница за други значения на Хайланд.
Хайланд (на английски: Highland) е град в окръг Юта, щата Юта, САЩ. Хайленд е с население от 8172 жители (2000) и обща площ от 18 km². Намира се на 1517 m надморска височина. ЗИП кодът му е 84003, а телефонният му код е 801.